# Samtanemonenfisch
Der Samtanemonenfisch (Amphiprion biaculeatus) ist mit einer maximalen Länge von 17 Zentimetern die größte Art der Anemonenfische. Männchen bleiben allerdings viel kleiner (6 bis 7 Zentimeter). Er unterscheidet sich von allen anderen Anemonenfischen durch einen Stachel am unteren Kiemendeckel, weshalb er auch Stachel-Anemonenfisch genannt wird. Der Samtanemonenfisch lebt in den Korallenriffen Südostasiens, Neuguineas, der Salomon-Inseln, Vanuatus und im Great Barrier Reef in Tiefen von einem bis sechs Metern. Er lebt mit der Blasenanemone (Entacmaea quadricolor) als Symbiosepartner zusammen.

## Merkmale
Der Samtanemonenfisch ist hell-, braun- oder bordeauxrot gefärbt. Jungfische und die kleinen Männchen sind eher leuchtend rot, die Weibchen werden zunehmend dunkler und sind im Alter eher kastanienfarben oder fast schwarz. Die Länge der Fische beträgt das 1,9- bis 2,3-fache der Körperhöhe. Ein Querstreifen zieht sich direkt hinter dem Auge über den Kopf, ein weiterer, zieht sich von der Einbuchtung zwischen dem stacheltragenden und dem weichstrahligen Teil der Rückenflosse bis vor die Afterflosse, ein dritter über den Schwanzflossenstiel. Die Streifen sind weiß, bei großen Weibchen auch grau, bei der Population um Sumatra und den Mentawai-Inseln gelb. Sie sind schmaler als bei den anderen Anemonenfischen.
Die Rückenflosse hat neun bis zehn Hart- und 16 bis 19 Weichstrahlen, die Afterflosse zwei Hart- und 13 bis 15 Weichstrahlen. Die Brustflossen werden von 16 bis 18 Flossenstrahlen gestützt. Auf dem ersten Kiemenbogen befinden sich 17 bis 21 Kiemenreusenfortsätze.
Samtanemonenfische ernähren sich von Zooplankton und Algen.

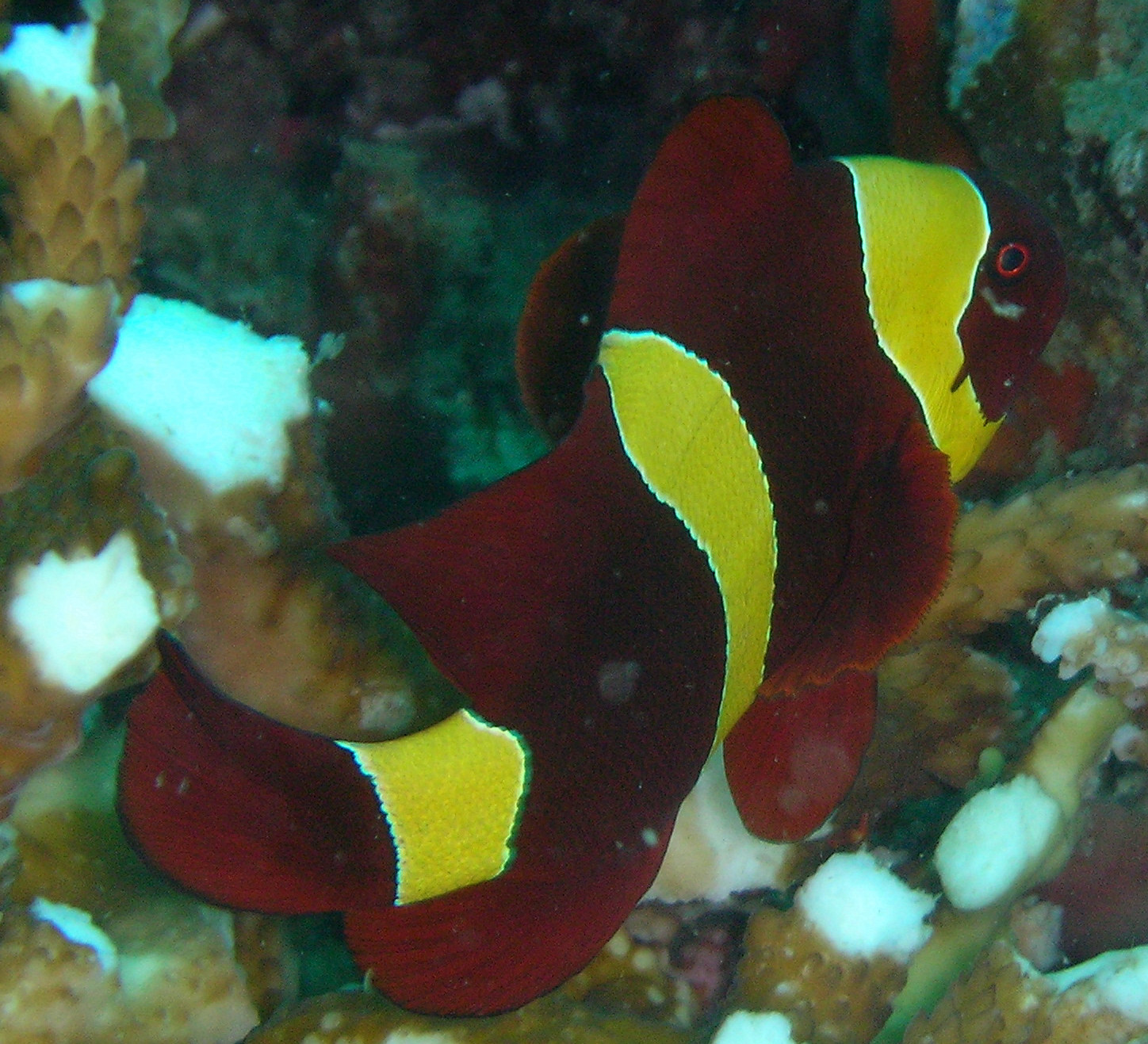
Die gelbgestreifte Morphe

## Systematik
Der Samtanemonenfisch erhielt durch Marcus Élieser Bloch als Chaetodon biaculeatus erstmals einen wissenschaftlichen Namen. Später wurde er der Gattung Premnas zugeordnet, die 1816 durch den französischen Zoologen Georges Cuvier eingeführt wurde. Phylogenetisch ist der Samtanemonenfisch die Schwesterart der Untergattung Actinicola (Eigentliche Clownfische) in der Gattung Amphiprion und mit Amphiprion ocellaris so nah verwandt, dass er sich mit ihm kreuzen lässt. In einer Mitte 2021 veröffentlichten Revision der Riffbarsche wurde der Samtanemonenfisch deshalb ebenfalls der Gattung Amphiprion zugeordnet.
Einige Autoren, wie Rudie H. Kuiter, sehen die gelbstreifigen Exemplare von Sumatra als eine eigenständige Art an, die die Bezeichnung Premnas epigramma bekam.